# Воинское кладбище № 391 (Коцмыжув)
Воинское кладбище № 391 (пол. Cmentarz wojenny nr 391) — воинский некрополь, находящийся в населённом пункте Коцмыжув сельской гмины Коцмыжув-Любожица Краковского повята Малопольского воеводства. Некрополь входиn в группу Западногалицийских воинских захоронений времён Первой мировой войны. На кладбище были похоронены военнослужащие австро-аенгерской и российской армий, погибшие во время Первой мировой войны.

## История
Кладбище было основано Департаментом воинских захоронений К. и К. военной комендатуры в Кракове в 1914 году. На кладбище площадью 263 квадратных метров находятся 6 братских и 29 индивидуальных могил, в которых похоронены 59 австрийских и 7 российских солдат. Последнее захоронение было в 1916 году. Известны имена 26 похороненных.

## Источник
- Oktawian Duda: Cmentarze I wojny światowej w Galicji Zachodniej. Warszawa: Ośrodek Ochrony Zabytkowego Krajobrazu, 1995. ISBN 83-85548-33-5.
- Roman Frodyma Galicyjskie Cmentarze wojenne t. II Okolice Tarnowa (Okręgi V—VII), Oficyna Wydawnicza «Rewasz», Pruszków 1998, ISBN 83-85557-38-5